# Songs of Mass Destruction
Songs of Mass Destruction är det fjärde studioalbumet av Annie Lennox, släppt den 1 oktober 2007 i Storbritannien och den 2 oktober 2007 i USA. Albumet listdebuterade på sjunde plats i Storbritannien och på nionde plats i USA, där det sålde omkring  78 000 exemplar den första veckan.

## Singlar
Den första singeln, "Dark Road", lades först ut på Annie Lennox sida på MySpace den 15 augusti 2007. Den släpptes sedan på singel den 24 september 2007, och nådde 58:e plats i Storbritannien.
Den andra singeln, "Sing," släpptes digitalt den 1 december 2007 och släpptes fysiskt på singel den 17 mars 2008. "Sing" är ett samarbete mellan Annie Lennox och 23 andra kvinnliga akter och artister som en välgörenhetsinspelning för att samla in pengar och väcka uppmärksamhet för HIV/AIDS-organisationen "Treatment Action Campaign".

## Turné
Den 3 september 2007 meddelade Annie Lennox att en turné i Nordamerika vid namn "Annie Lennox Sings" skulle genomföras, hennes tredje soloturné totalt. Den pågick i oktober och november 2007, och stannade till på 18 platser: London, San Diego, San Francisco, Los Angeles, Dallas, Boulder, Minneapolis, Chicago, Detroit, Toronto, Washington, D.C., Nashville, Atlanta, Miami, New York (två datum), Philadelphia och Boston. Hon höll till i anläggningar av medelstorlek, utom i New York, då en konsert hölls vid en insamling till Förenta nationerna i restaurangen Cipriani på Wall Street.
Artisten Carina Round ackompanjerade Annie Lennox som för-akt, för att marknadsföra sitt tredje album Slow Motion Addict.

## Låtlista
Alla sånger skrivna av Annie Lennox. Rappandet i "Womankind" skrivet och framfört av Nadirah X.
1. "Dark Road" – 3:47
2. "Love Is Blind" – 4:18
3. "Smithereens" – 5:17
4. "Ghosts in My Machine" – 3:30
5. "Womankind" – 4:28
6. "Through the Glass Darkly" – 3:29
7. "Lost" – 3:41
8. "Coloured Bedspread" – 4:29
9. "Sing" – 4:48 featuring Various Artists
10. "Big Sky" – 4:02
11. "Fingernail Moon" – 5:02

Deluxe-utgåva
Den utökade CD-versionen innehåller:
Bonusmaterial:
- Intervju med Annie Lennox
- Kommentar, spår för spår
- Video till Dark Road
- Länk till Internetsidan

## Singlar
1. "Dark Road" (släppt 24 september 2007)
2. "Sing" (digital lansering 3 december 2007, fysisk lansering 17 mars 2008)

## Listplaceringar

### Albumet
| Lista (2007)                  | Topplacering | Certifikat | Försäljning |
| ----------------------------- | ------------ | ---------- | ----------- |
| Australiens albumlista        | 41           |            |             |
| Österrikes albumlista         | 25           |            |             |
| Frankrikes albumlista         | 28           |            | +/- 3000    |
| Tysklands albumlista          | 29           |            |             |
| Republiken Irlands albumlista | 21           |            |             |
| Polens albumlista             | 27           |            |             |
| Italiens albumlista           | 3            |            |             |
| Nederländernas albumlista     | 45           |            |             |
| Sveriges albumlista           | 26           |            |             |
| Schweiz albumlista            | 7            |            |             |
| Storbritanniens albumlista    | 7            |            |             |
| U.S. Billboard 200            | 9            |            |             |
| Världslistan                  | 10           |            | 500,000     |